# 賽義德·阿特紹馬尼
賽義德·阿特紹馬尼是葛摩政治家，曾經在1978年5月13日至1978年5月23日擔任過政治軍事委員會主席。